# Garden Hotspurs FC
Garden Hotspurs FC ist ein Fußballverein aus Basseterre, St. Kitts und Nevis. Aktuell spielt der Verein in der höchsten Liga des Landes, der B-Mobile SKNFA Premier League. Der Club gewann bisher vier Mal die Meisterschaft.

## Vereinserfolge

### National
- Meister 1986, 1990, 1994, 2001[1]